# Campionati italiani juniores di atletica leggera 2012
I LV Campionati italiani juniores di atletica leggera 2012 si sono svolti dal 15 al 17 giugno a Misano Adriatico (Rimini), in Emilia-Romagna.
La fase di cross è stata disputata il 29 gennaio a Borgo Valsugana (e il 4 marzo a Correggio) durante i Campionati italiani individuali di corsa campestre 2012 ed ha visto vincitori Virginia Maria Abate e Yassine Rachik.
I Campionati italiani individuali di prove multiple juniores sono stati organizzati a Novara il 2 e il 3 giugno dello stesso anno.

## Minimi di qualificazione
| Specialità                      | Uomini                                                                              | Donne                                                                           |
| ------------------------------- | ----------------------------------------------------------------------------------- | ------------------------------------------------------------------------------- |
| 100 metri piani                 | 10"97                                                                               | 12"52                                                                           |
| 200 metri piani                 | 22"23                                                                               | 25"81                                                                           |
| 400 metri piani                 | 49"75                                                                               | 59"90                                                                           |
| 800 metri piani                 | 1'55"60                                                                             | 2'22"00                                                                         |
| 1500 metri piani                | 4'02"00                                                                             | 4'55"00                                                                         |
| 3000 metri piani                | -                                                                                   | -                                                                               |
| 5000 metri piani                | 15'35"00; 8'50"00 (3000m); 34'20"00 (10.000m/10km)                                  | 19'00"00; 10'50"00 (3000m); 39'00"00 (10000m/10km)                              |
| 10000 metri piani               | –                                                                                   | –                                                                               |
| 100 metri ostacoli              | –                                                                                   | 15"94                                                                           |
| 110 metri ostacoli (1,00/1,06m) | 15"50/15"94                                                                         | –                                                                               |
| 400 metri ostacoli              | 56"84                                                                               | 1'08"14                                                                         |
| 3000 metri siepi                | 9'58"00                                                                             | 12'45"00                                                                        |
| Salto in alto                   | 1,94 m                                                                              | 1,60 m                                                                          |
| Salto con l'asta                | 4,10 m                                                                              | 2,95 m                                                                          |
| Salto in lungo                  | 6,65 m                                                                              | 5,35 m                                                                          |
| Salto triplo                    | 13,85 m                                                                             | 11,25 m                                                                         |
| Getto del peso                  | 13,20 m (6 kg); 12,20 m (7,260 kg)                                                  | 10,20 m                                                                         |
| Lancio del disco                | 40,00 m (1,75 kg); 37,50 m (2,00 kg)                                                | 31,50 m                                                                         |
| Lancio del martello             | 48,00 m (6 kg); 42,50 m (7,260 kg)                                                  | 34,50 m                                                                         |
| Lancio del giavellotto          | 50,00 m                                                                             | 34,00 m                                                                         |
| Decathlon                       | 4 800 p.; 4 000 p. (Eptathlon indoor)                                               | –                                                                               |
| Eptathlon                       | –                                                                                   | 3 500 p.; 2 800 p. (Pentathlon indoor)                                          |
| Marcia 10000 m                  | 52'00"00 (Pista-strada); 25'00"00 (5 km/5000 m); 1h53'00" (20 km); 4h35'00" (50 km) | 58'30"00 (Pista-strada); 28'20"00 (5000 m); 16'30"00 (3000 m); 2h00'00" (20 km) |
| Staffetta 4×100 metri           | senza minimo                                                                        | senza minimo                                                                    |
| Staffetta 4x400 metri           | senza minimo                                                                        | senza minimo                                                                    |

Minimi di qualificazione per la corsa campestre
Criteri di partecipazione non sono noti.

## Risultati

### Corsa Campestre, 29 gennaio a Borgo Valsugana / 4 marzo a Correggio

#### Individuale
| Specialità | Oro                                                          | Prestazione | Argento                                      | Prestazione | Bronzo                                           | Prestazione |
| Cross 6 km | Virginia Maria Abate Camelot                                 | 22'09"      | Camille Marchese ASD Audacia Record Atletica | 22'40"      | Sveva Fascetti Atl. Studentesca CA.RI.RI.        | 22'51"      |
| Juniores   |                                                              |             |                                              |             |                                                  |             |
| Cross 8 km | Yassine Rachik Atletica Cento Torri Pavia Morocco Equiparato | 25'28"      | Lorenzo Dini Atletica Livorno                | 25'36"      | Daniele D'Onofrio Atletica Gran Sasso SSD A R.L. | 25'44"      |

#### Squadre
| Specialità        | Oro                            | Punti | Argento                        | Punti | Bronzo                               | Punti |
| Classifica Donne  | Mollificio Modenese Cittadella | 31 p. | Camelot                        | 38 p. | ASD Audacia Record Atletica          | 47 p. |
| Juniores          |                                |       |                                |       |                                      |       |
| Classifica Uomini | Atletica Cento Torri Pavia     | 29 p. | Atletica Gran Sasso SSD A R.L. | 33 p. | ASD Bruni Pubblicità Atletica Vomano | 54 p. |

### Uomini
| Specialità                                                                              | Oro                                                                                         | Prestazione        | Argento                                                                                           | Prestazione        | Bronzo                                                                                               | Prestazione        |
| Corse                                                                                   |                                                                                             |                    |                                                                                                   |                    | |                    |
| 100 m                                                                                   | Giovanni Galbieri Atletica Insieme New Foods VR                                             | 10"73 (-0,5 m/s)   | Alessandro Pino Atletica Vicentina                                                                | 10"87              | Antonio Moretti Running Club Futura                                                                  | 10"93              |
| 200 m                                                                                   | Eseosa Desalu ASD Interflumina È Più Pomì                                                   | 21"06 (+2,4 m/s)   | Filippo Bruschi Atletica Firenze Marathon S.S.                                                    | 21"40              | Luca Valbonesi Atletica Imola Sacmi AVIS                                                             | 21"53              |
| 400 m                                                                                   | Michele Tricca G.A. Fiamme Gialle Atletica Susa                                             | 46"77              | Marco Lorenzi G.A. Fiamme Gialle G.S. Valsugana Trentino                                          | 46"95              | Davide Re U.S. Maurina Olio Carli                                                                    | 46"96              |
| 800 m                                                                                   | Jacopo Lahbi Atletica Mogliano                                                              | 1'54"52            | Soufiane El Kabbouri CUS Torino                                                                   | 1'54"62            | Joao Capistrano Maria Bussotti Neves Junior Atletica Livorno                                         | 1'54"86            |
| 1500 m                                                                                  | Yassine Rachik Atletica Cento Torri Pavia Morocco Equiparato                                | 3'46"95            | Mohad Abdikadar Sheik Ali C.S. Aeronautica Militare Atl. Studentesca CA.RI.RI.                    | 3'47"59            | Joao Capistrano Maria Bussotti Neves Junior Atletica Livorno                                         | 3'49"29            |
| 3000 m                                                                                  | -                                                                                           | -                  | -                                                                                                 | -                  | - | -                  |
| 5000 m                                                                                  | Yassine Rachik Atletica Cento Torri Pavia Morocco Equiparato                                | 14'35"56           | Lorenzo Dini Atletica Livorno                                                                     | 14'39"60           | Samuele Dini Atletica Livorno                                                                        | 14'46"52           |
| Marcia 10 000 m                                                                         | Francesco Fortunato ASD Enterprise Sport & Service                                          | 43'07"08 ~         | Alessandro Cusmai ASD Enterprise Sport & Service                                                  | 45'11"91           | Marco Amati ASD Bruni Pubblicità Atletica Vomano                                                     | 45'53"03 >         |
| Corse a ostacoli                                                                        |                                                                                             |                    |                                                                                                   |                    | |                    |
| 110 m hs                                                                                | Lorenzo Perini OSA Saronno Libertas                                                         | 13"85 (+0,9 m/s)   | Lorenzo Vergani Atletica Riccardi Milano                                                          | 13"96              | Davide De Marchi Atl. Bergamo 1959 Creberg                                                           | 14"29              |
| 400 m hs                                                                                | Paolo Spezzati Gruppo Atletico Bassano                                                      | 52"95              | Enrico Tirel ANA Atletica Feltre                                                                  | 53"19              | Tommaso Giuliodori Tecno Adriatletica Marche                                                         | 54"29              |
| 3000 m siepi (H 91)                                                                     | Italo Quazzola Atletica Piemonte ASD                                                        | 9'11"91            | Osama Zoghlami A.S.D. CUS Palermo Tunisia Equiparato                                              | 9'13"93            | Alessio Morini Atl. Vicentina                                                                        | 9'30"16            |
| Staffette                                                                               |                                                                                             |                    |                                                                                                   |                    | |                    |
| Staffetta 4×100 m                                                                       | Atletica Imola Sacmi AVIS Ossama Belaissaoui Lorenzo Bilotti Luca Bartolotti Luca Valbonesi | 41"52              | Atl. Studentesca CA.RI.RI. Emanuele Fianco Enrico Nobili Jonatan Capuano Gianluca Martino         | 42"18              | Assindustria Sport Padova Tiziano Cecchetti Nicolò Olivieri Edoardo Zagnoni Patrick Pandolce         | 42"75              |
| Staffetta 4×400 m                                                                       | Fiamme Gialle G. Simoni Federico Ferrante Gian Luca Sulis Alessandro Marchitto Mirko Romano | 3'19"71            | Atl. Bergamo 1959 Creberg Giulio Birolini Riccardo Trocchia Michael Verzeri Mohamed Ismael Traore | 3'21"29            | ASD Enterprise Sport & Service Antonio Di Gioia Vincenzo Vigliotti Carmine Sgambato Vito Incantalupo | 3'21"47            |
| Salti                                                                                   |                                                                                             |                    |                                                                                                   |                    | |                    |
| Salto in alto                                                                           | Alberto Gasparin Atletica Brugnera Friulintagli                                             | 2,12 m             | Eugen Mancas Atletica Clarina Trentino                                                            | 2,09 m             | Davide Spigarolo Gruppo Atletico Bassano                                                             | 2,09 m             |
| Salto con l'asta                                                                        | Alessandro Sinno Fiamme Gialle G. Simoni                                                    | 4,80 m             | Luca Peggion Atl. Chiari 1964 Lib.                                                                | 4,60 m             | Gabriele Palazzo CUS Foggia                                                                          | 4,50 m             |
| Salto in lungo                                                                          | Riccardo Pagan Atletica San Marco Venezia                                                   | 7,42 m (+2,7 m/s)  | Gabriele Parisi Atletica Piemonte ASD                                                             | 7,38 m (+3,1 m/s)  | Francesco Turatello Atl. Vicentina                                                                   | 7,28 m (+1,6 m/s)  |
| Salto triplo                                                                            | Riccardo Appoloni Atletica Insieme New Foods VR                                             | 15,30 m (+3,5 m/s) | Gasigwa Dominiq Rovetta Atletica Virtus Castenedolo                                               | 15,19 m (+4,3 m/s) | Daniele Ragazzi A.S.D. Francesco Francia                                                             | 14,98 m (+2,7 m/s) |
| Lanci                                                                                   |                                                                                             |                    |                                                                                                   |                    | |                    |
| Getto del peso                                                                          | Rocco Caruso Atletica Gran Sasso SSD A R.L.                                                 | 16,05 m            | Elia Cavalancia ASD U.S. Aterno Pescara                                                           | 15,59 m            | Adriano Cafiero E.Servizi Atl. Futura Roma                                                           | 15,36 m            |
| Lancio del disco                                                                        | Stefano Petrei Atletica Udinese Malignani                                                   | 57,89 m            | Giacomo Grotti Atletica Libertas Runners Livorno                                                  | 56,63 m            | Martin Pilato Atletica Ravenna                                                                       | 53,12 m            |
| Lancio del martello                                                                     | Patrizio Di Blasio Fiamme Gialle G. Simoni                                                  | 69,98 m            | Marco Bortolato Atletica Udinese Malignani                                                        | 67,86 m            | Carlo Calabrese ASD Bruni Pubblicità Atletica Vomano                                                 | 64,46 m            |
| Lancio del giavellotto                                                                  | Joseph Figliolini Atl. Studentesca CA.RI.RI.                                                | 60,62 m            | Giacomo Bellinetto Nuova Atletica Fanfulla Lodigiana                                              | 60,08 m            | Mauro Fraresso Silca Ultralite Vittorio Veneto                                                       | 56,86 m            |
| record dei campionati; record nazionale; record personale; record personale stagionale. |                                                                                             |                    |                                                                                                   |                    | |                    |

### Donne
| Specialità                                                                              | Oro                                                                                              | Prestazione        | Argento                                                                                            | Prestazione        | Bronzo                                                                                                 | Prestazione        |
| Corse                                                                                   |                                                                                                  |                    | |                    | |                    |
| 100 m                                                                                   | Udochi Judy Ekeh Reggio Events                                                                   | 11"58 (+0,8 m/s)   | Irene Siragusa Atletica 2005                                                                       | 11"61              | Elisa Paiero Atletica Brugnera Friulintagli                                                            | 12"02              |
| 200 m                                                                                   | Irene Siragusa Atletica 2005                                                                     | 23"59 (+3,0 m/s)   | Martina Buscarini S.E.F. Stamura Ancona A.S.D.                                                     | 24"39              | Sabrina Galimberti Atletica Rovellasca                                                                 | 24"47              |
| 400 m                                                                                   | Flavia Battaglia ASD Audacia Record Atletica                                                     | 55"02              | Nicolina Altimari Atl. Studentesca CA.RI.RI.                                                       | 55"78              | Valentina Reginato Atl. Vicentina                                                                      | 56"54              |
| 800 m                                                                                   | Irene Baldessari C.S. Esercito                                                                   | 2'11"05            | Silvia Pento Atl. Vicentina                                                                        | 2'11"85            | Lucia Paternesi Meloni Tecno Adriatletica Marche                                                       | 2'12"84            |
| 1500 m                                                                                  | Federica Del Buono Atl. Vicentina                                                                | 4'35"84            | Elisa Bortoli A. Atl. Dolomiti Belluno                                                             | 4'38"06            | Sveva Fascetti Atl. Studentesca CA.RI.RI.                                                              | 4'39"79            |
| 3000 m                                                                                  | -                                                                                                | -                  | -                                                                                                  | -                  | - | -                  |
| 5000 m                                                                                  | Virginia Maria Abate Camelot                                                                     | 17'27"06           | Elisabetta Giacomelli CUS Trieste                                                                  | 17'38"87           | Francesca Cocchi ASD Calcestruzzi Corradini Excelsior                                                  | 17'40"95           |
| Marcia 10 000 m                                                                         | Anna Clemente G.A. Fiamme Gialle A.S.D. Atletica Don Milani                                      | 48'33"01           | Mariavittoria Becchetti Atl. Studentesca CA.RI.RI.                                                 | 48'58"15           | Margherita Crosta Cus Pro Patria Milano                                                                | 50'42"07 ~>        |
| Corse a ostacoli                                                                        |                                                                                                  |                    | |                    | |                    |
| 100 m hs                                                                                | Maria Paniz Cus Pisa Atletica Cascina                                                            | 13"84 (+3,1 m/s)   | Giada Carmassi Gemonatletica S.r.l. Dil.                                                           | 13"99              | Rebecca Palandri Toscana Atl. Empoli Nissan                                                            | 14"18              |
| 400 m hs                                                                                | Laura Oberto Atletica Canavesana                                                                 | 1'02"03            | Raphaela Boaheng Lukudo Mollificio Modenese Cittadella                                             | 1'02"10            | Ann Caroline Danielsen Atletica Firenze Marathon S.S.                                                  | 1'02"45            |
| 3000 m siepi                                                                            | Sveva Fascetti Atl. Studentesca CA.RI.RI.                                                        | 10'45"82           | Martina Merlo CUS Torino                                                                           | 11'07"99           | Elisabetta Colbertaldo Atletica Silca Conegliano                                                       | 11'08"62           |
| Staffette                                                                               |                                                                                                  |                    | |                    | |                    |
| Staffetta 4×100 m                                                                       | G.S. Valsugana Trentino Jennifer Chiama Olekibe Martina Schiavon Silvia Galvan Roberta Albertoni | 47"49              | Atletica Rovellasca Roberta Arrighi Lisa Pizzi Beatrice Fontana Sabrina Galimberti                 | 47"92              | ASD Audacia Record Atletica Ludovica Gigantino Flavia Battaglia Weronica Konst Cipriani Dariya Derkach | 48"23              |
| Staffetta 4×400 m                                                                       | ASD Audacia Record Atletica Flavia Nasella Fabiana Panei Elisabetta Sisti Flavia Battaglia       | 3'49"78            | Atletica Bergamo 1959 Creberg Violante Valenti Anastasia Viganò Jennifer Rota Maria Chiara Pozzoni | 4'01"35            | Camelot Martina Toppo Ali Najla Salem Nicole Morpurgo Sabrina Passoni                                  | 4'01"40            |
| Salti                                                                                   |                                                                                                  |                    | |                    | |                    |
| Salto in alto                                                                           | Alessia Trost G.A. Fiamme Gialle Atletica Brugnera Friulintagli                                  | 1,90 m             | Desirée Rossit G.S. Fiamme Oro Padova                                                              | 1,76 m             | Debora Sesia A.S.D. Atletica Cuneo                                                                     | 1,74 m             |
| Salto con l'asta                                                                        | Roberta Bruni Atl. Studentesca CA.RI.RI.                                                         | 4,35 m             | Sonia Malavisi ASD Audacia Record Atletica                                                         | 3,95 m             | Elisa Molinarolo Assindustria Sport Padova                                                             | 3,80 m             |
| Salto in lungo                                                                          | Dariya Derkach ASD Audacia Record Atletica Ukraine Equiparata                                    | 6,38 m (+2,4 m/s)  | Laura Oberto Atletica Canavesana                                                                   | 6,05 m (+1,9 m/s)  | Giulia Liboà A.S.D. Atl. Mondovì                                                                       | 6,02 m (+0,4 m/s)  |
| Salto triplo                                                                            | Dariya Derkach ASD Audacia Record Atletica Ukraine Equiparata                                    | 13,64 m (+2,7 m/s) | Francesca Lanciano Kinesis Palaia Salento Atlet.                                                   | 13,20 m (+2,0 m/s) | Giulia Melardi SS Vittorio Alfieri Asti                                                                | 12,33 m (+2,4 m/s) |
| Lanci                                                                                   |                                                                                                  |                    | |                    | |                    |
| Getto del peso                                                                          | Monia Cantarella Atl. Studentesca CA.RI.RI.                                                      | 13,69 m            | Claudia Rota Camelot                                                                               | 12,78 m            | Elisa Stampachiacchiere Atletica Libertas ARCS Cus Perugia                                             | 11,65 m            |
| Lancio del disco                                                                        | Elisa Galzignato G.S. Valsugana Trentino                                                         | 41,27 m            | Chiara Centofanti ASD Audacia Record Atletica                                                      | 41,13 m            | Ilaria Collini Atl. Vicentina                                                                          | 40,58 m            |
| Lancio del martello                                                                     | Maria Chiara Rizzi Cremona Sportiva Atl. Arvedi                                                  | 55,40 m            | Elisabetta Broseghini G.S. Valsugana Trentino                                                      | 51,47 m            | Giulia Rossetti Atl. Brescia 1950 ISPA Group                                                           | 50,36 m            |
| Lancio del giavellotto                                                                  | Martina Clean CUS Trieste                                                                        | 46,59 m            | Roberta Molardi Cremona Sportiva Atl. Arvedi                                                       | 46,39 m            | Giada D'Alessandro ASD Audacia Record Atletica                                                         | 42,51 m            |
| record dei campionati; record nazionale; record personale; record personale stagionale. |                                                                                                  |                    | |                    | |                    |

### Prove multiple, 2-3 giugno a Novara
| Specialità                                                                              | Oro                                        | Prestazione | Argento                                    | Prestazione | Bronzo                            | Prestazione |
| Decathlon (uomini)                                                                      | Alessandro Grande Atletica Riccardi Milano | 6 412 p.    | Roberto Paoluzzi Atl. Studentesca CA.RI.RI | 6 385 p.    | Davide Sottile Atletica Valsesia  | 6 024 p.    |
| Eptathlon (donne)                                                                       | Laura Oberto Atletica Canavesana           | 4 699 p.    | Cristina Martini CUS Torino                | 4 628 p.    | Alice Sauda Unione Giovane Biella | 4 455 p.    |
| record dei campionati; record nazionale; record personale; record personale stagionale. |                                            |             |                                            |             |                                   |             |